# Can't Stop Me
「Can't Stop Me」（キャント・ストップ・ミー）は、日本のロックバンド、DOPING PANDAのシングル。2007年1月24日、gr8!recordsよりリリース。

## 解説
- シングル作品としては前作より約1年ぶりのリリース。
- すべての収録曲がアルバム未収録。

## 収録曲
1. Can't Stop Me (4:19)
（作詞・作曲：Yutaka Furukawa　編曲：DOPING PANDA）
2. The fast soul got all (reason) (4:18)
（作詞・作曲：Yutaka Furukawa　編曲：DOPING PANDA）
配信限定でリリースされていた楽曲。
3. she dubs the CREAM from DOPING PANDA "dubs" m-flo (5:10)
（作詞・作曲：m-flo,Yutaka Furukawa　編曲：DOPING PANDA）
4. The Fire -rockstarmix- (5:02)
（作詞・作曲：Yutaka Furukawa　編曲：ROCKSTAR）